# 6489 Golevka
6489 Golevka este o planetă minoră (asteroid potențial periculos[*]), cu un diametru de 530 m, din Asteroid Apollo. A fost descoperită pe 10 mai 1991 la Observatorul Palomar de Eleanor F. Helin și a fost numită după Goldstone Deep Space Communications Complex⁠(d). 
Obiectul prezintă o orbită caracterizată de o semiaxă mare de 2,4842737 UAi, o excentricitate de 0,6130239, o înclinație de 2,2669 ° în raport cu ecliptica.